# Jim Nance McCord

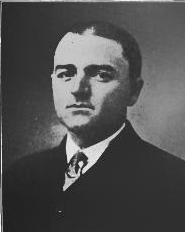
Jim Nance McCord

Jim Nance McCord (* 17. März 1879 in Unionville, Bedford County, Tennessee; † 2. September 1968 in Nashville, Tennessee) war ein US-amerikanischer Politiker (Demokratische Partei) und der 44. Gouverneur des Bundesstaates Tennessee.

## Frühe Jahre und politischer Aufstieg
Nach der Schule wurde McCord 1894 zunächst Angestellter in einer Eisenwarenhandlung. Später verkaufte er eine Zeitlang Bücher, ehe er von 1900 bis 1910 als fahrender Händler unterwegs war. 1910 wurde er Miteigentümer der „Marshall Gazette“, einer lokalen Tageszeitung, die er später erwarb und herausgab. Außerdem war er noch Auktionator für Vieh und Immobilien. Zwischen 1915 und 1942 war er Mitglied des Bezirksgerichts im Marshall County und von 1917 bis 1942 war er ununterbrochen Bürgermeister der Stadt Lewisburg. 1932 gehörte er zu den Wahlmännern von Franklin D. Roosevelt; 1940 war er Delegierter zur Democratic National Convention. 1942 wurde er für eine zweijährige Amtszeit als Vertreter des fünften Wahlbezirks von Tennessee in das US-Repräsentantenhaus gewählt.

## Gouverneur von Tennessee
Für die Gouverneurswahlen 1944 durfte Amtsinhaber Prentice Cooper nicht mehr kandidieren, weil er das verfassungsgemäße Limit von drei zusammenhängenden Amtszeiten erreicht hatte. Mit Hilfe des einflussreichen Edward Crump wurde McCord zum Kandidaten der Demokraten erkoren. Nach seinem ungefährdeten Sieg gegen den Republikaner John W. Kilgo und einer Wiederwahl blieb er zwei Legislaturperioden bis 1949 im Amt. Ihm fiel zunächst die Aufgabe zu, nach dem Ende des Zweiten Weltkriegs die Umstellung des Staates auf Friedenszeiten in die Wege zu leiten. Dazu gehörte auch die Umstellung der Industrieproduktion auf zivile Güter. Als Gouverneur erhöhte er das Budget für das Bildungswesen. Die Gelder wurden durch die Einführung einer zweiprozentigen Mehrwertsteuer aufgebracht. Mit einem neuen Arbeitsgesetz machte sich McCord bei seinen Wählern unbeliebt. Die Mehrwertsteuer und das Arbeitsgesetz waren die Gründe für seine innerparteiliche Niederlage bei den Vorwahlen des Jahres 1948. Statt seiner wurde Ex-Gouverneur Gordon Browning nominiert und gewählt.

## Weiterer Lebenslauf
Nach dem Ende seiner Amtszeit war er 1953 Delegierter auf dem Konvent zur Reform der Verfassung von Tennessee. Die alte Verfassung war seit 1870 unverändert geblieben und musste nun den Bedingungen des 20. Jahrhunderts angepasst werden. Ein wesentlicher Reformpunkt war die Verlängerung der Amtszeit des Gouverneurs von zwei auf vier Jahre. McCord war 1953 bis 1958 Umweltbeauftragter unter Gouverneur Frank G. Clement und 1958 erfolgloser Kandidat einer unabhängigen Liste für das Amt des Gouverneurs. 1956 war er nochmals Delegierter auf dem Bundeskonvent der Demokratischen Partei.